# Ganaur
Ganaur là một thành phố và là nơi đặt ủy ban đô thị (municipal committee) của quận Sonipat thuộc bang Haryana, Ấn Độ.

## Nhân khẩu
Theo điều tra dân số năm 2001 của Ấn Độ, Ganaur có dân số 29.005 người. Phái nam chiếm 54% tổng số dân và phái nữ chiếm 46%. Ganaur có tỷ lệ 68% biết đọc biết viết, cao hơn tỷ lệ trung bình toàn quốc là 59,5%: tỷ lệ cho phái nam là 75%, và tỷ lệ cho phái nữ là 59%. Tại Ganaur, 15% dân số nhỏ hơn 6 tuổi.